# Demografie Südafrikas

Die farbenfrohe, 1994 eingeführte Flagge Südafrikas symbolisiert die demografische Vielfalt der „Regenbogennation“ Südafrika

Die Demografie Südafrikas ist sehr heterogen, das Land gilt als eines der ethnisch-demografisch vielfältigsten Länder des afrikanischen Kontinents. Südafrika ist die Heimat verschiedener afrikanischer Gesellschaften sowie der Nachfahren vorwiegend niederländischer, deutscher, französischer, asiatischer und britischer Einwanderer. Südafrika ist damit ein multikulturelles Land und wird oft als „Regenbogennation“ bezeichnet.

## Überblick
Mit der Einwanderung von Bantu-Gruppen aus dem Norden mit frühen Ursprüngen in Kamerun, archäologisch nachgewiesen seit dem 2. Jahrhundert, in den nördlichen Teil des heutigen Südafrikas sowie der Ansiedlung europäischer Kaufleute, Militärs und Bauern/Handwerker seit dem 16. Jahrhundert einschließlich der von ihnen aus Südostasien verschleppten Sklaven nahm die kulturelle und ethnische Vielfalt der wachsenden Bevölkerung stetig zu. Aus beiden Richtungen ergab sich ein lang anhaltender Migrationsdruck auf die seit dem Jungpaläolithikum inzwischen kontinuierlich nachgewiesenen Khoisan-Gruppen, die tatsächlich indigene Bevölkerung Südafrikas.
In der Zeit der Apartheid wurden die Einteilungen der Demografie Südafrikas in besonderem Maße ideologisch instrumentalisiert, so dass es Schwierigkeiten bereitet, die Gesellschaft des Landes mit unvorbelasteten Begriffen zu beschreiben. In besonderem Maße trifft dies auf die Unterscheidung zwischen „Schwarzen“, „Weißen“, „Coloureds“ und „Asiaten“ zu. Die Zuordnung jedes Südafrikaners zu einer dieser Gruppen war seit 1950 durch den Population Registration Act gesetzlich geregelt und bildete eine Grundlage für die Politik der legislativen Rassentrennung, obwohl sie schon viel länger den offenkundigen, gängigen Gepflogenheiten entsprach. Bis zum Jahr 1991 teilte der Population Registration Act die Bevölkerung in vier Gruppen, „Rassen“ genannt, ein: „Schwarze“ (englisch: Blacks, Africans; afrikaans: Swartes), „Weiße“ (englisch: Whites; afrikaans: Blankes), „Coloureds“ (englisch: Coloureds; afrikaans: Kleurlinge) und Asiaten (englisch: Asians; afrikaans: Asiërs). Obwohl es diese Einteilung nach dem Verfassungsrecht nicht mehr gibt, benutzen auch heutzutage offizielle staatliche Statistiken diese Gruppenbegriffe. Die Afrikaner bzw. Schwarze stellen etwa 80,8 % der gesamten Bevölkerung. Die größten Gruppen sind die Zulu, Xhosa, Basotho, Venda, Tswana, Tsonga, Swasi und Ndebele. Der Anteil der Weißen an der Gesamtbevölkerung beträgt 7,8 %. Hauptsächlich sind sie Nachfahren niederländischer, deutscher, französischer und britischer Einwanderer, die ab dem Ende des 17. Jahrhunderts nach Südafrika immigrierten. Die als „Coloureds“ bezeichnete Bevölkerungsgruppe sind Südafrikaner unterschiedlicher ethnischer Herkunft, meist Nachkommen der ersten europäischen Siedler, deren Sklaven sowie der ursprünglich in Südafrika lebenden Völker Khoikhoi und San. Etwa 8,8 % der Bevölkerung sind zu den „Coloureds“ zu zählen. Die meisten Asiaten sind indischer Abstammung, deren Vorfahren seit der Mitte des 19. Jahrhunderts ins Land geholt wurden, um auf den Zuckerrohrfeldern Natals zu arbeiten, oder die sich als Händler in den Städten ansiedelten. Heute stellen die Asiaten 2,6 % der Gesamtbevölkerung und leben hauptsächlich in der Provinz KwaZulu-Natal. Es gibt außerdem eine chinesische Bevölkerungsgruppe mit etwa 100.000 Einwohnern.
Im Jahr 2016 lebten geschätzt etwa 65 % der Südafrikaner in Städten. 28,3 % der Einwohner sind unter 15 Jahre alt, 66,1 % zwischen 15 und 64 Jahre und 5,6 % älter als 65 Jahre. Das Bevölkerungswachstum betrug 2019 ungefähr 1,7 %, die Geburtenrate lag im selben Jahr bei 20,5 Geburten pro 1000 Einwohner, die Kindersterblichkeit bei 34,5 pro 1000 Lebendgeburten. Die Lebenserwartung lag 2020 bei Frauen bei 67,9 Jahren und bei Männern bei 60,9 Jahren, nachdem sie in den Jahren zuvor deutlich niedriger gelegen hatte. Eine südafrikanische Frau hat im Schnitt 2,3 Kinder (Schätzung 2016). 94,3 % der über 15-jährigen Südafrikaner können lesen und schreiben (Schätzung 2015).

## Siedlungsgeschichte
Während der Frühgeschichte siedelten im südlichen Afrika San, die bis heute Reste steinzeitlichen Lebens bewahren. Vor etwa 2.000 Jahren differenzierten sich die viehzüchtenden Khoikhoi aus der Gruppe der Khoisan heraus. Von Norden wanderten, wahrscheinlich seit dem dritten Jahrhundert, Bantu-Völker in das Land und bevölkerten den Osten Südafrikas. Nachdem Bartolomeu Diaz 1488 die Südspitze Afrikas erreicht hatte, gründete die Niederländische Ostindien-Kompanie 1652 mit Kapstadt die erste Siedlung am Kap, die sich rasch zur Kapkolonie erweiterte. Diese wurde 1806 von den Briten in Besitz genommen.
Die heutigen Provinzen Westkap, Nordkap und Teile von Ostkap, hier kurz „Kapland“ genannt, waren bei der Ankunft der Europäer noch von den khoisansprachigen Bevölkerungsgruppen bewohnt, die entweder Jäger und Sammler (San) oder Viehzüchter (Khoikhoi) waren und das Land vergleichsweise dünn besiedelten. Die Kolonialisierung ähnelte hier eher weiter Teile Australiens oder des nordamerikanischen Ostens: Die Urbevölkerung wurde weitgehend ihrer eigenen Kultur und Sprache beraubt und ging in einer Mischlingsbevölkerung auf. Diese ist heute größtenteils christianisiert und spricht Sprachen europäischen Ursprungs. Zudem wurden Sklaven aus anderen Weltregionen eingeführt, die auch in dieser Mischlingsbevölkerung aufgingen. Diese inhomogene Bevölkerungsgruppe bildet seit der Apartheid die demografische Kategorie der „Coloureds“.
Der Rest des Landes war von bantusprachigen Viehzüchtern und Ackerbauern besiedelt, die an vielen Stellen vergleichsweise dicht siedelten. Diese Bevölkerung wurde zwar auch unterworfen und entrechtet, aber sie konnte ihre Sprache und große Teile ihrer Kultur bis heute bewahren. Diese Bevölkerung bildete während der Zeit der Apartheid die demografische Kategorie der „Schwarzen“. Nach Natal wanderten unter britischer Herrschaft Bevölkerungsgruppen aus Britisch-Indien ein, die während der Apartheid mehrheitlich die demografische Gruppierung der „Asiaten“ bildeten.
Die während der Apartheid legislativ enger definierten vier Bevölkerungsgruppen („Schwarze“ („Natives“, später in Bantu umbenannt), „Weiße“ und „Coloureds“ nach dem Population Registration Act von 1950) wurden, teilweise willkürlich, in verschiedene Untergruppen geteilt. Eine Differenzierung der Colouredgruppe erfolgte auf Basis dieses Gesetzes mit der Proclamation 46 / 1959, die 1961 novelliert wurde. Das führte dazu, die Gruppe der asiatischstämmigen Bevölkerung detaillierter zu definieren, woraus sich später die Gruppenbezeichnung Asiatics (deutsch: „Asiaten“) entwickelte. Bereits mit der Gründung der Südafrikanischen Union im Jahre 1911 und in den Folgejahren hatten sich demografische Gruppenbezeichnungen herausgebildet, die im Rechtsverkehr jedoch unterschiedlich gehandhabt und interpretiert wurden.
Ein groteskes Beispiel war die Einteilung von Japanern in die Kategorie „Weiße“. Buren und ein großer Teil der Coloureds teilen hingegen sehr viele kulturelle Züge, sprechen die gleiche Sprache (Afrikaans) und sind auch durch die Besiedlungsgeschichte aufs engste miteinander verbunden.

## Bevölkerungsgruppen

### Bevölkerungsgruppen in Südafrika nach 1994
Nach 1994 werden die Bezeichnungen (African) Black, Coloured, Indian/Asian und White für diese vier Bevölkerungsgruppen fortgeführt. Sie finden dabei in den Dokumenten der öffentlichen Verwaltung, speziell auch in statistischen Darstellungen der nationalen Statistikbehörde, vielseitig Verwendung. Weitere häufig verwendete Gruppenmerkmale sind Alter oder Sprachen.
Diese Bezeichnungen dienen zur allgemeinen Darstellung der jeweiligen Bevölkerungsgruppe oder beruhen in statistischen Zusammenhängen auf der Selbstauskunft (Eigenindentität) der südafrikanischen Bürger bei Volkszählungen (Statistics Act No. 6 of 1999) sowie anderen Erfassungen personenbezogener Daten. Eine amtliche Zuweisung zu einer bestimmten Gruppe findet nicht mehr statt.

### Bevölkerungsgruppen in der Rassentrennungspolitik der Vergangenheit
Bereits in der Kolonialzeit und der frühen Unabhängigkeit Südafrikas wurden wichtige gesetzliche Grundlagen der später konstitutionellen Rassentrennungpolitik gelegt, so 1927 der später erweiterten Immorality Act, der sexuelle Kontakte zwischen Weißen und Schwarzen unter Strafe stellte. 1923 war der Native Urban Areas Act verabschiedet worden, der die südafrikanischen Städte grundsätzlich Weißen als Wohnort vorbehielt und Schwarzen dort lediglich eingeschränktes Aufenthaltsrecht einräumte. Seit 1913 regelte der Natives Land Act die Verteilung des Landes in Südafrika und verbot den Bodentransfer zwischen Angehörigen verschiedener „Rassen“. Danach durften die Schwarzen, die 70 Prozent der Bevölkerung stellten, nur noch in als Reservate festgelegten Gebieten Land erwerben, die lediglich 7 % der Gesamtfläche ausmachten. 1936 erhöhte der Native Trust and Land Act die Fläche auf 13 Prozent des Landes. Der 1911 in Transvaal erlassene und 1922 erneuerte Mines and Works Act schloss Nichtweiße von großen Teilen des Wirtschaftslebens aus.
Seit 1948 ging die Nasionale Party daran, mit einer Reihe einschneidender Gesetze das Fundament für die strikte Apartheid zu legen. Die organisatorische Voraussetzung war die genaue Festlegung der Zugehörigkeit jedes Südafrikaners zu einer „Rasse“ durch den Population Registration Act. Ehen zwischen Angehörigen verschiedener „Rassen“ wurden in Südafrika im Jahr 1949 durch den Prohibition of Mixed Marriages Act verboten und mit der Erweiterung des Immorality Acts sexuelle Beziehungen zwischen Europäischstämmigen und Angehörigen aller anderen Gruppen unter Strafe gestellt. Der Group Areas Act machte es möglich, für jede demografische Gruppe bestimmte Wohngebiete festzulegen. In Johannesburg wurden einige westliche Stadtteile wie Sophiatown mit einem hohen Anteil schwarzer Bevölkerung zwischen 1955 und 1963 vollständig zerstört und die Bewohner in die südwestlichen, später als Soweto zusammengefassten Townships zwangsumgesiedelt. Den Durbaner Stadtteil Cato Manor mussten etwa 120.000 Afrikaner verlassen. 1953 erschwerte der Bantu Education Act die höhere Bildung für Schwarze stark. Im Laufe der Zeit sollten über 1000 verschiedene Bestimmungen im Sinne der Rassentrennungsideologie erlassen werden. Die Apartheid trennte die Bevölkerungsgruppen im gesamten öffentlichen und privaten Leben, etwa in Bahnhöfen, Postämtern und Schulen, aber auch durch separate Strände, sanitäre Anlagen oder Parkbänke.

### Schwarze

Anteil der Schwarzen an der Bevölkerung
0–20 %
20–40 %
40–60 %
60–80 %
80–100 %

Als „Schwarze“ galten in Südafrika zur Zeit der Apartheid alle Menschen dunkler Hautfarbe, die eine Bantusprache als Muttersprache sprachen. Lediglich ein Hilfskonstrukt ist die, vom Apartheidregime ebenfalls gebrauchte, ethnische Kategorie „Bantu“, die keine Selbstbezeichnung ist, sondern ein Sammelbegriff für diejenigen Völker, die der Bantu-Sprachfamilie angehören. Beide Begriffe behält man heute mangels treffender Alternativen in der Regel bei. Fremdbezeichnungen wie „Hottentotten“ für die Khoikhoi, „Buschleute“ für die San oder „Kaffern“, im engeren Sinne für die Xhosa, später auf alle bantusprachigen Völker ausgedehnt, werden seit Ende der Apartheid als „Hate Speech“ gewertet und nicht mehr benutzt.
Bantu-Völker siedelten wahrscheinlich seit dem dritten Jahrhundert in südlichen Afrika.
Die beiden größten Völker sind die Zulu mit rund elf und die Xhosa mit etwa acht Millionen Angehörigen, Zusammen mit den Swasi und den Ndebele werden sie als Nguni zusammengefasst, denen rund 60 % der schwarzen Bevölkerung Südafrikas angehören. Die zweitgrößte Obergruppe sind mit etwa 30 % die Sotho-Tswana, weitere Hauptgruppen mit einem Anteil von jeweils rund 10 % sind die Venda-Karanga und die Tsonga.
Seit dem Ende der Apartheid haben gesetzliche Förderprogramme (Affirmative Actions) wie der Employment Equity Act und der Broad-Based Black Economic Empowerment Act dafür gesorgt, dass schwarze Südafrikaner heute den Staatsdienst dominieren. Auch in der Privatwirtschaft sind viele Schwarze erfolgreich. Schwarze stellen jedoch auch die übergroße Mehrheit der verarmten Unterschicht in den Townships und Barackensiedlungen (Shacks) an den Peripherien der Städte.

### Weiße

Anteil der Weißen an der Bevölkerung
0–20 %
20–40 %
40–60 %
60–80 %
80–100 %

Zu den „Weißen“ zählten zur Zeit der Apartheid Menschen überwiegend europäischer Abstammung. Darüber hinaus galten aus politischen Gründen auch Japaner nicht als Asiaten, sondern als Weiße „ehrenhalber“.
Die größte Gruppe stellen mit 60,8 % die Afrikaans sprechenden Weißen. Die Selbstbezeichnung dieser Bevölkerungsgruppe ist „Afrikaner“. In der deutschen Übersetzung wird dies üblicherweise in Analogie zum Afrikaans und zur Unterscheidung von (Schwarz-)Afrikanern in „Afrikaaner“ umgeformt. Im Englischen hat sich die Variante „Afrikaners“ durchgesetzt. Mit „Afrikaner“ sind im Deutschen dagegen die indigenen afrikanischen Völker gemeint. Eine annähernd synonym verwendete Bezeichnung für die Afrikaaner ist der Begriff „Buren“, der sich ursprünglich nur auf die niederländischstämmigen Bauern bezog und von britischer Seite als Schimpfwort verwendet wurde. Untersuchungen über die Vorfahren der Buren kommen zu dem Ergebnis, dass 1807 etwa 7,2 % der Vorfahren der Afrikaaner Nichtweiße waren, 1867 betrug dieser Anteil 6,9 %. Andere Berechnungen geben den Anteil der nichtweißen Vorfahren der Buren sogar mit 10,7 % an.
Historische Ereignisse wie der Große Treck, der Erste und der Zweite Burenkrieg liegen einem ausgeprägten afrikaanischen Nationalismus und der Betonung eines burisch-englischen Antagonismus zugrunde. Ihre Nasionale Party war die treibende Kraft des Apartheidsystems.
Die zweitgrößte Gruppe innerhalb der weißen Bevölkerung ist die der Englischsprachigen. Die Bezeichnung „Briten“ für diese Bevölkerungsgruppe ist in der Sache eindeutig und wird deshalb benutzt, obwohl es sich nicht um britische Staatsbürger handelt. 35,9 % der Weißen sprechen Englisch als Muttersprache. Während der Zeit der Apartheid hatten die Afrikaaner die Schlüsselpositionen im Staatsapparat inne, die Anglo-Südafrikaner dominierten dagegen die Privatwirtschaft. Wegen der politischen Benachteiligungen und der antibritischen Tendenzen lehnten die meisten Anglo-Südafrikaner die Apartheid ab, befürworteten jedoch eine gemäßigte Rassentrennung.

### Coloureds

Anteil der Coloureds an der Bevölkerung
0–20 %
20–40 %
40–60 %
60–80 %
80–100 %

Die „Coloureds“ (afrikaans kleurlinge, deutsch etwa: „Farbige“) haben sowohl europäische als auch afrikanische Vorfahren. Bald nach der Gründung der Kapkolonie 1652 entstand die schnell anwachsende Bevölkerungsgruppe der Coloureds, die aus der Vermischung von Europäern, Khoikhoi bzw. Khoisan und den (zum Teil freigelassenen) Sklaven entstand. Bereits 1685 hatten fast die Hälfte aller Sklavenkinder europäische Väter. Im 17. und 18. Jahrhundert bildeten sich einige stammesähnliche Gesellschaften wie die Orlam, Witbooi, Afrikaner, Baster, Koranna oder Griqua heraus, die teilweise eigene Staatswesen errichteten.
Wichtige soziale Merkmale der meisten Coloureds sind weitgehend mit denen der Weißen identisch. So sprechen etwa 75,8 % Afrikaans und 20,8 % Englisch als erste Sprache, die Mehrzahl gehört der christlichen Nederduits Gereformeerde Kerk an. Zwar genossen die Coloureds im Apartheidsystem Privilegien gegenüber den Schwarzen, gegenüber den Weißen waren sie jedoch deutlich benachteiligt. Im Gegensatz zu den Schwarzen und Weißen haben die Coloureds bis heute nur wenige Schlüsselpositionen in der Politik und Wirtschaft inne.
Eine eigene Gruppe innerhalb der Coloureds bilden die Kapmalaien, Nachfahren indonesischer und malayischer Sklaven (aus Niederländisch-Indien), die die Afrikaans-Sprache angenommen haben, aber Moslems sind. Ihre Zahl beträgt rund 200.000.
Nach den Ergebnissen der Volkszählung von 2011 rechneten sich 4.541.358 Südafrikaner der Bevölkerungsgruppe der Coloureds zu, was einem Anteil von 8,9 % an der Gesamtbevölkerung Südafrikas entsprach. In den Provinzen Westkap und Nordkap betrug der Anteil der „Kapmischlinge“ (englisch Cape Coloureds, afrikaans Kaapse Kleurlinge) 48,8 % und 40,3 % in allen anderen Provinzen lag er deutlich unter 10 % (zwischen 0,3 % in Limpopo und 8,3 % in Ostkap).

### Asiaten

Anteil der Inder/Asiaten an der Bevölkerung
0–20 %
20–40 %
40–60 %
60–80 %
80–100 %

Die in Südafrika als „Asiaten“ klassifizierte Bevölkerung stammt ihren familiengeschichtlichen Ursprüngen nach fast ausschließlich vom indischen Subkontinent. Japaner galten während der Apartheid ebenso wie taiwanische Chinesen als „Weiße“, die Kapmalaien, die zu einem beträchtlichen Teil auf Vorfahren aus der südostasiatischen Inselwelt zurückgehen, galten im Rahmen der Apartheidsterminologie nicht als Asiaten, sondern wurden als „Coloureds“ bezeichnet.
Die Proclamation 46 of 1959 verordnete eine Differenzierung der bisher als „Coloured“ zusammengefassten Bevölkerungsgruppe. Demnach wurden für den Rechtsverkehr festgelegt: Cape Coloured, Cape Malay, Griqua, Indian, Chinese, ‚other Asiatic‘ (deutsch: „andere Asiaten“) und ‚other Coloured‘ („andere Coloured“).
Diese südafrikanischen „Asiaten“ sind zu etwa 60 bis 70 % Hindus und zu etwa 20 % Muslime. Die übrigen sind meist Christen. Fast alle „Asiaten“ sprechen Englisch und verfügen teilweise noch über Kenntnisse einer indischen Sprache, und zwar hauptsächlich Telugu und Gujarati sowie etwas seltener Hindi und Tamil, bei den Muslimen kommt auch noch Urdu vor.
Die wenigen eingesessenen Chinesen wurden ebenfalls als „Asiaten“ klassifiziert. Die Buddhisten unter den Asiaten gehören meist zur Gruppe chinesischer Einwanderer.

### Verteilung der demografischen Gruppen nach Provinzen
Die Volkszählung des Jahres 2001 ergab folgende Verteilung der offiziell zitierten demografischen Bevölkerungsgruppen in den neun Provinzen:
| Provinz          | Einwohner  |        | Schwarze   |        | Weiße     |        | Coloureds |        | Asiaten   |       |
| ---------------- | ---------- | ------ | ---------- | ------ | --------- | ------ | --------- | ------ | --------- | ----- |
| KwaZulu-Natal    | 9.426.017  | 21,0 % | 8.002.407  | 84,9 % | 483.448   | 5,1 %  | 141.887   | 1,5 %  | 798.275   | 8,5 % |
| Gauteng          | 8.837.178  | 19,7 % | 6.522.792  | 73,8 % | 1.758.398 | 19,9 % | 337.974   | 3,8 %  | 218.015   | 2,5 % |
| Ostkap           | 6.436.763  | 14,4 % | 5.635.079  | 87,5 % | 304.506   | 4,7 %  | 478.807   | 7,4 %  | 18.372    | 0,3 % |
| Limpopo          | 5.273.642  | 11,8 % | 5.128.616  | 97,2 % | 126.276   | 2,4 %  | 10.163    | 0,2 %  | 8.587     | 0,2 % |
| Westkap          | 4.524.335  | 10,1 % | 1.207.429  | 26,7 % | 832.901   | 18,4 % | 2.438.976 | 53,9 % | 45.030    | 1,0 % |
| Nordwest         | 3.669.349  | 8,2 %  | 3.358.450  | 91,5 % | 244.035   | 6,7 %  | 59.956    | 1,6 %  | 9.906     | 0,3 % |
| Mpumalanga       | 3.122.990  | 7,0 %  | 2.886.345  | 92,4 % | 203.244   | 6,5 %  | 22.158    | 0,7 %  | 11.244    | 0,4 % |
| Freistaat        | 2.706.775  | 6,0 %  | 2.381.073  | 88,0 % | 238.791   | 8,8 %  | 83.193    | 3,1 %  | 3.719     | 0,1 % |
| Nordkap          | 822.727    | 1,8 %  | 293.976    | 35,7 % | 102.042   | 12,4 % | 424.389   | 51,6 % | 2.320     | 0,3 % |
| Südafrika gesamt | 44.819.778 | 100 %  | 35.416.166 | 79,0 % | 4.293.640 | 9,6 %  | 3.994.505 | 8,9 %  | 1.115.467 | 2,5 % |

## Bevölkerungsentwicklung

### Entwicklung der Bevölkerungszahl
| 1904              | 5.174.000               | 3.490.000               | 1.117.000             | 445.000               | 122.000           |
| 1910              | 5.878.000               | 3.956.000               | 1.257.000             | 517.000               | 148.000           |
| 1911              | 5.973.000               | 4.019.000               | 1.276.000             | 525.000               | 152.000           |
| 1915              | 6.436.000               | 4.356.000               | 1.380.000             | 541.000               | 159.000           |
| 1920              | 6.838.000               | 4.631.000               | 1.500.000             | 542.000               | 164.000           |
| 1921              | 6.929.000               | 4.698.000               | 1.519.000             | 546.000               | 166.000           |
| 1925              | 7.664.000               | 5.225.000               | 1.650.000             | 608.000               | 181.000           |
| 1930              | 8.540.000               | 5.858.000               | 1.801.000             | 682.000               | 199.000           |
| 1935              | 9.435.000               | 6.491.000               | 1.970.000             | 757.000               | 217.000           |
| 1936              | 9.590.000               | 6.597.000               | 2.004.000             | 769.000               | 220.000           |
| 1940              | 10.353.000              | 7.110.000               | 2.160.000             | 836.000               | 247.000           |
| 1945              | 11.265.000              | 7.728.000               | 2.342.000             | 915.000               | 280.000           |
| 1946              | 11.416.000              | 7.831.000               | 2.372.000             | 928.000               | 285.000           |
| 1950              | 12.471.000              | 8.439.000               | 2.609.000             | 1.070.000             | 353.000           |
| 1951              | 12.671.000              | 8.560.000               | 2.642.000             | 1.103.000             | 367.000           |
| 1955              | 13.669.000              | 9.161.000               | 2.865.000             | 1.242.000             | 410.000           |
| 1960              | 17.122.000              | 12.077.000              | 3.069.000             | 1.500.000             | 476.000           |
| 1965              | 19.607.000              | 13.869.000              | 3.408.000             | 1.782.000             | 548.000           |
| 1970 (in Klammer) | 20.145.000 (22.780.000) | 13.450.000 (16.090.000) | 3.870.000 (3.860.000) | 2.170.000 (2.170.000) | 655.000 (650.000) |
| 1975              | 22.450.000              | 15.146.000              | 4.233.000             | 2.354.000             | 717.000           |
| 1980 (in Klammer) | 25.033.000 (29.200.000) | 17.062.000 (21.170.000) | 4.630.000 (4.520.000) | 2.555.000 (2.690.000) | 786.000 (890.000) |
| 1985              | 27.807.000              | 19.203.000              | 4.854.000             | 2.884.000             | 866.000           |
| 1990              | 37.532.000              | 28.258.000              | 5.052.000             | 3.244.000             | 978.000           |
| 1991              | 38.445.400              | 29.062.500              | 5.090.900             | 3.299.400             | 992.600           |
| 1993              | 40.308.000              | 30.740.700              | 5.169.400             | 3.378.700             | 1.019.200         |
| 1995              | 39.477.100              | 30.184.400              | 4.386.600             | 3.513.600             | 1.024.400         |
| 1996              | 40.583.573              | 31.130.000              | 4.430.000             | 3.600.000             | 1.050.000         |
| 2000              | 43.685.699              | 33.879.852              | 4.521.664             | 3.796.858             | 1.092.522         |
| 2001              | 43.647.658              | 35.416.166              | 4.293.640             | 3.994.505             | 1.115.467         |
| 2005              | 46.888.200              | 37.205.700              | 4.379.800             | 4.148.800             | 1.153.900         |
| 2010              | 49.991.300              | 39.682.600              | 4.584.700             | 4.424.100             | 1.299.900         |
| 2011              | 51.770.560              | 41.000.938              | 4.586.838             | 4.615.401             | 1.286.930         |
| 2014              | 54.001.953              | 43.333.709              | 4.554.820             | 4.771.548             | 1.341.877         |
| 2015              | 54.956.920              | 44.227.995              | 4.534.008             | 4.832.916             | 1.362.002         |
| 2016              | 55.908.865              | 45.109.881              | 4.515.774             | 4.897.208             | 1.386.002         |
| 2017              | 56.521.948              | 45.656.401              | 4.493.523             | 4.962.922             | 1.409.103         |
| 2020, 30. Juni    | 59.622.350              | 48.153.727              | 4.679.770             | 5.247.740             | 1.541.113         |
| 2021, 30. Juni    | 60.142.978              | 48.640.329              | 4.662.459             | 5.294.968             | 1.545.222         |

Bevölkerungsdichte Südafrikas im Jahr 2011:
<1 Einwohner/km²
1–3 Einwohner/km²
3–10 Einwohner/km²
10–30 Einwohner/km²
30–100 Einwohner/km²
100–300 Einwohner/km²
300–1000 Einwohner/km²
1000–3000 Einwohner/km²
>3000 Einwohner/km²

Zwischen 1976 und 1994 wurden mit der Ausgliederung der zehn Homelands Ciskei, KwaNdebele und QwaQwa, Transkei, KwaZulu, Gazankulu, Bophuthatswana, Lebowa, Venda und KaNgwane mehr als 12 Millionen Schwarze ausgebürgert und erschienen dadurch nicht mehr in den nachfolgenden offiziellen Statistiken. Faktisch können für diese Zeit die Bevölkerungszahlen der Homelands zu derjenigen Südafrikas nach den damaligen Angaben der staatlichen Statistikbehörde (Bureau of Census and Statistics) addiert werden. Zudem liegt den Volkszählungen von 1980 und 1985 wegen eines Volkszählungsboykotts eine gravierende Untererfassung der schwarzen Bevölkerung zugrunde.
Für die kommenden Jahre schwanken die Prognosen wegen der Entwicklung von Aids in Südafrika zwischen 90.000.000 Einwohner (ältere Prognose) oder 40.000.000 Einwohner (Statistisches Jahrbuch 2003, Statistisches Bundesamt) für das Jahr 2050.

### Altersstruktur
(Angaben von 2017)
Bis 9 Jahre: 11.631.149 Personen, 21 %
10 bis 14 Jahre: 5.093.681 Personen, 9 %
15 bis 64 Jahre: 36.806.038 Personen, 65 %
Über 65 Jahre: 2.991.080 Personen, 5 %
Durchschnittliche Lebenserwartung gesamt: 64 Jahre (2017)
Durchschnittliche Lebenserwartung der Männer: 61,2 Jahre (2017)
Durchschnittliche Lebenserwartung der Frauen: 66,7 Jahre (2017)

## Religionen
Den größten Anteil an der Bevölkerung stellen mit fast 80 % die Christen.
Bei den 2 % Muslimen handelt es sich meist um Kapmalaien und indischstämmige Zuwanderer in Natal. Der geistige Einfluss der südafrikanischen Muslime in der islamischen Welt ist größer als ihre kleine Zahl vermuten lässt, die südasiatisch-islamischen Denkschulen der Deobandis und Barelwis unterhalten bekannte Lehrstätten.
Die 1,5 % Hindus leben vorwiegend in Natal. Die übrigen Südafrikaner gehören sonstigen oder keiner Religionsgemeinschaft an.
| Religion (Stand 2016, auf Datenbasis von Stats SA)                           | Personen   | Anteil in Prozent |
| ---------------------------------------------------------------------------- | ---------- | ----------------- |
| Afrikanisch-Unabhängige Kirchen, wie die Zion Christian Church               | 14.158.454 | 25,44             |
| Pentekostale Kirchen                                                         | 8.483.677  | 15,24             |
| Römisch-katholische Kirche                                                   | 3.778.332  | 6,79              |
| Methodisten                                                                  | 2.777.937  | 4,99              |
| freie christliche Glaubensgemeinschaften                                     | 2.501.383  | 4,49              |
| Nederduitse Gereformeerde Kerk                                               | 2.350.853  | 4,22              |
| Anglikanische Kirche                                                         | 1.765.287  | 3,17              |
| Baptisten                                                                    | 1.061.683  | 1,91              |
| Lutheraner größte Gruppe: Evangelisch-Lutherische Kirche im Südlichen Afrika | 946.086    | 1,70              |
| Presbyterianer                                                               | 621.065    | 1,12              |
| Siebenten-Tags-Adventisten                                                   | 311.269    | 0,56              |
| Zeugen Jehovas                                                               | 476.687    | 0,86              |
| Mormonen                                                                     | 114.807    | 0,21              |
| Islam                                                                        | 892.685    | 1,60              |
| Hinduismus                                                                   | 561.268    | 1,01              |
| Judentum                                                                     | 49.470     | 0,09              |
| Buddhismus                                                                   | 24.808     | 0,04              |
| Bahai                                                                        | 6.881      | 0,01              |
| afrikanische Ethnische Religionen                                            | 2.454.887  | 4,41              |
| sonstige Religionen                                                          | 6.265.703  | 11,26             |
| konfessionslos, Agnostiker                                                   | 6.050.434  | 10,87             |
| Gesamt                                                                       | 55.653.656 | 100,00            |
| keine Angaben                                                                | 255.209    | –                 |

## Sprachen

Die Karte zeigt Südafrikas Sprachen.
Afrikaans
Englisch
Süd-Ndebele
isiXhosa
isiZulu
Nord-Sotho
Sesotho
Setswana
Siswati
Tshivenda
Tsonga
Keine beherrschende Sprache

Südafrika hat seit dem Ende der Apartheid elf amtliche Landessprachen: Englisch, Afrikaans, isiZulu, Siswati, isiNdebele, Sesotho, Nördliches Sotho, Xitsonga, Setswana, Tshivenda und isiXhosa. Das Land ist damit nach Indien dasjenige mit den meisten offiziellen Sprachen der Welt.
Bis 1994 galten nur Englisch und Afrikaans als offizielle Sprachen. Heute sprechen etwa 79,5 % der Coloureds, 59,1 % der Weißen und 0,7 % der Schwarzen Afrikaans als Muttersprache, insgesamt sind dies 13,3 % der Südafrikaner. Besonders verbreitet ist Afrikaans in den Provinzen Nordkap mit 68,0 % und Westkap mit 55,3 % muttersprachlichem Bevölkerungsanteil. Englisch wird von 93,8 % der Asiaten, 39,3 % der Weißen, 18,9 % der Farbigen und 0,5 % aller Schwarzen zu Hause gesprochen, das entspricht zusammen 8,2 % der Gesamtbevölkerung. Die größten englischsprachigen Bevölkerungsgruppen gibt es in den Provinzen Westkap mit 19,3 %, KwaZulu-Natal mit 13,6 % und Gauteng mit 12,5 %. Viele weiße Südafrikaner sprechen andere europäische Sprachen, wie Portugiesisch, Deutsch und Griechisch. Weiterhin werden Sprachen wie Gujarati oder Tamil von Einwohnern südasiatischer Herkunft gesprochen.
Bantusprachen werden von der schwarzen Bevölkerung als Muttersprache gesprochen. Etwa 23,8 % der Südafrikaner sprechen isiZulu (80,9 % der Bevölkerung von KwaZulu-Natal, 26,4 % in Mpumalanga und 21,5 % in Gauteng), 17,6 % isiXhosa (83,4 % Ostkap, 23,7 % Westkap), 9,4 % Sepedi (52,1 % in Limpopo), 8,2 % Setswana (65,4 % in Nordwest und 20,8 % Nordkap), 7,9 % Sesotho, 4,4 % (64,4 % im Freistaat und 13,1 % in Gauteng), 4,4 % Xitsonga (22,4 % in Limpopo), 2,7 % SiSwati (30,8 % in Mpumalanga), 2,3 % Tshivenda (15,9 % in Limpopo) und 1,6 % isiNdebele (12,1 % in Mpumalanga) als Muttersprache. Nur etwa 0,3 % der schwarzen Bevölkerung und 1,1 % der Weißen sprechen keine der elf offiziellen Landessprachen als Muttersprache, insgesamt sind dies 0,5 %.
Neben den offiziellen Sprachen gibt es weitere nicht-amtliche Sprachen wie Fanakalo, Lobedu, Nördliches Ndebele, Phuthi, Khoe, Nama und San. Diese Sprachen werden im offiziellen Amtsgebrauch nur in den Gebieten, in denen sie verbreitet sind, verwendet. Viele dieser nichtoffiziellen Landessprachen der San und Khoikhoi werden auch in den benachbarten nördlichen Ländern Namibia und Botswana gesprochen.
Obwohl alle elf Sprachen gesetzlich gleichgestellte Amtssprachen sind, bildet sich die englische Sprache als Verkehrssprache heraus, da sie im Land über die unterschiedlichen Volksgruppen hinaus von den meisten Menschen verstanden wird. Nahezu überall wird Englisch verstanden, jedoch ist es für weniger als 1 % der „Schwarzen“ die Muttersprache. Für 58 % der „Weißen“ und etwa 90 % der „Coloureds“ ist Afrikaans die Muttersprache. Afrikaans bildete sich im 17. und frühen 18. Jahrhundert auf niederländischer Basis im Kapland und wurde 1925 als eigenständige Sprache endgültig anerkannt. Der Einfluss des Afrikaans sank jedoch gegen Ende des 20. Jahrhunderts, da diese Sprache für viele schwarze Südafrikaner sehr stark mit dem Apartheidsregime verknüpft ist und während dieser Zeit Pflichtfach in der Schule war. Außerdem nahm der Einfluss der Buren in der Gesellschaft in den vergangenen Jahren durch den politischen Machtverlust stark ab.

## Einzelbelege
1. ↑  Christoph Marx: Südafrika. Geschichte und Gegenwart.  Kohlhammer Verlag, Stuttgart 2012, S. 15, 18–27.
2. ↑  Vgl. die Ergebnisse der Volkszählung von 2001 (PDF; 624 kB). (Memento vom 18. Mai 2012 im Internet Archive)
3. ↑  Statistics South Africa: Mid-year population estimates 2020. auf www.statssa.gov.za (englisch, PDF), abgerufen am 25. Oktober 2020.
4. 1 2  The World Factbook — Central Intelligence Agency. Archiviert vom Original (nicht mehr online verfügbar) am 21. Juni 2020; abgerufen am 3. August 2017 (englisch).  Info: Der Archivlink wurde automatisch eingesetzt und noch nicht geprüft. Bitte prüfe Original- und Archivlink gemäß Anleitung und entferne dann diesen Hinweis.
5. ↑  Bevölkerungswachstum in Südafrika. Abgerufen am 4. Januar 2021.
6. ↑  Südafrika - Kindersterblichkeit bis 2019. Abgerufen am 4. Januar 2021.
7. ↑  Südafrika Lebenserwartung bei der Geburt, 1950-2020 - knoema.com. Abgerufen am 4. Januar 2021 (deutsch).
8. 1 2  Muriel Horrell: Laws Affecting Race Relations in South Africa. SAIRR, Johannesburg 1978, S. 16.
9. ↑  South African Government: South Africa's people. auf www.gov.za (englisch)
10. ↑  Official Custodian of South Africa's Nation Brand: South Africa’s population. Meldung vom 11. August 2017 auf www.brandsouthafrica.com (englisch)
11. ↑  Statistics South Africa: Census 2011, Population Dynamics in South Africa. Report No. 03-01-67. online auf www.statssa.gov.za (englisch, PDF), ISBN 978-0-621-43660-0
12. ↑  Statistics South Africa: Community Survey 2007, Household Questionnaire. online auf www.statssa.gov.za (englisch, PDF), PDF-Dokument S. 5
13. 1 2  Albrecht Hagemann: Kleine Geschichte Südafrikas. Verlag C. H. Beck, München 2004, S. 62.
14. ↑  John Iliffe: Geschichte Afrikas. Verlag C. H. Beck, München 1997, S. 378.
15. ↑  Christoph Marx: Geschichte Afrikas. Von 1800 bis zur Gegenwart. Schöningh UTB, Paderborn 2004, S. 266.
16. ↑  Zur Terminologie siehe Jörg Fisch: Geschichte Südafrikas. dtv, München 1990, S. 17ff.; Albrecht Hagemann: Kleine Geschichte Südafrikas, Verlag C. H. Beck, München 2004, S. 7f.
17. ↑  Gemäß einem Beschluss des südafrikanischen Parlaments vom 9. April 2000 (Act No. 4 of 2000: Promotion of Equality and Prevention of Unfair Discrimination Act).
18. ↑  Albrecht Hagemann, Kleine Geschichte Südafrikas. Verlag C. H. Beck, München 2004, S. 15.
19. 1 2 3  Pabst, S. 25.
20. 1 2 3 4  Zusammenfassung der Ergebnisse der Volkszählung 2011 (englisch; PDF)
21. ↑  Jörg Fisch: Geschichte Südafrikas, dtv, München 1990, S. 19.
22. 1 2  Pabst, S. 42.
23. ↑  John Iliffe: Geschichte Afrikas, Verlag C. H. Beck, München 1997, S. 169.
24. ↑  Pabst, S. 23.
25. ↑  Pabst, S. 24.
26. 1 2  Census in Brief, S. 6–12. Ergebnisse der Volkszählung von 2001. (Memento vom 18. Mai 2012 im Internet Archive) (PDF; 624 kB)
27. 1 2  Thuthukani Ndebele: Demographics. In: SAIRR (Hrsg.): South Africa Survey 2017. Johannesburg 2017, S. 3. ISBN 978-1-869826-06-2.
28. 1 2 3 4 5 6 7 8 9 10 11 12 13 14 15 16 17 18 19 20 21 22 23  Thuthukani Ndebele: Demographics. In: SAIRR (Hrsg.): South Africa Survey 2018. Johannesburg 2018, S. 4. (Zwischen 1970 und 1985 ohne Bevölkerung der TBVC-Gebiete; von 1991 wurden die ermittelten Bevölkerungszahlen der ehemaligen TBVC-Gebiete berücksichtigt.)
29. 1 2 3 4 5  Hobart Houghton: The South African Economy. Cape Town / London / New York 1964, S. 221 (nach Daten des jeweiligen Census Report).
30. 1 2  Schätzung auf Basis der Volkszählung des gleichen Jahres, vgl. Wiese, S. 84.
31. ↑  SAIRR: Race Relations Survey 1989/90. Johannesburg 1990, S. 35. (nach Angaben des Bureau of Market Research der University of South Africa. einschließlich aller Homelands).
32. ↑  SAIRR: Race Relations Survey 1991/92. Johannesburg 1992, S. 1–2 (nach Angaben der Urban Foundation: Population Trends. Demographic Projection Model. einschließlich aller Homelands).
33. ↑  SAIRR: Race Relations Survey 1993/1994. Johannesburg 1994, S. 83–84 (nach Angaben der Urban Foundation. einschließlich aller Homelands).
34. ↑  Volkszählung des gleichen Jahres, vgl. Wiese, S. 84.
35. ↑  Statistics South Africa: Statistical Release P0302, Mid-year population estimates 2020. online auf www.statssa.gov.za (englisch, PDF), PDF-Dok. S. 9.
36. ↑  Statistics South Africa: Statistical Release P0302. Mid-year population estimates 2021. online auf www.statssa.gov.za (englisch, PDF), PDF-Dok. S. 24.
37. ↑  Wiese, S. 81.
38. ↑  Thuthukani Ndebele: Demographics. In: SAIRR (Hrsg.): South Africa Survey 2018. Johannesburg 2018, S. 2.
39. ↑  Anonymus: South Africa’s People. auf www.gcis.gov.za (englisch; PDF; 2,53 MB).
40. ↑  Thuthukani Ndebele: Demographics. In: SAIRR (Hrsg.): South Africa Survey 2018. Johannesburg 2018, S. 77–79.
41. 1 2  Census in Brief, S. 19. Ergebnisse der Volkszählung von 2001. (Memento vom 18. Mai 2012 im Internet Archive) (PDF; 624 kB)
42. 1 2 3  Census in Brief, S. 16. Ergebnisse der Volkszählung von 2001. (Memento vom 18. Mai 2012 im Internet Archive) (PDF; 624 kB)
43. ↑  Census in Brief, S. 14. Ergebnisse der Volkszählung von 2001. (Memento vom 18. Mai 2012 im Internet Archive) (PDF; 624 kB)